# Solon
Solon (greacă: Σόλων, n. 630 î.Hr., Atena clasică, Grecia – d. 560 î.Hr., Cipru⁠(d), Cipru) a fost un om de stat, legislator și poet atenian. 
Reformele sale au oprit declinul economic și moral al Atenei și au pus bazele  democrației ateniene.

## Biografie
S-a născut în Atena intr-o familie de nobili eupatrizi. Solon nu a fost inițial foarte bogat, dar a acumulat avere din comerțul maritim. Atenienii erau atunci în principal agricultori, câștingându-și cu greu traiul în cultivarea pământului stâncos și arid al zonei.
În acea perioadă Salamina, o insulă mare din apropierea Atenei, a fost ocupată de Megara, un oraș-stat învecinat cu Atena, pe drumul spre  istmul Corint. Solon a ținut discursuri în piața publică (gr. agora) în care cheamă la eliberarea insulei și devine foarte popular după victoria atenienilor din 595 î.Hr.
A fost ales arhonte eponim în 594 î.Hr. 
Solon a redactat o nouă constituție, cu scopul de a opri conflictul intern din Atena. El a anulat toate datoriile și a eliberat pe cei săraci din iobăgie. De asemenea, i-a inclus și pe săraci la guvernare, ca membri în Adunarea Generală legislativă (gr. ecclesia) și ca jurați în tribunale. 
„Și pe mulți pe care frauda sau legea i-au vândut

Departe de pământul acesta binecuvântat, un sclav proscris,

I-am readus la Atena; da, și pe unii,

Exilați de acasă de încărcătura apăsătoare a datoriilor,

Nemaivorbind draga limbă ateniană,

Și rătăcind departe, i-am readus;

Și pe cei care aici în cea mai josnică sclavie

Erau ghemuiți sub încruntarea unui stăpân, i-am eliberat.

Astfel puterea și dreptatea au fost unite în armonie,

Din moment ce prin forța legii mi-am câștigat scopurile

Și mi-am ținut promisiunea. Legi egale

Pe care le-am dat celor răi și buni cu imparțialitate

Alegând dreptatea pentru soarta fiecăruia.”
Au fost create patru clase sociale după avere, cu primele trei nominalizând membri în Consiliul celor 400, cu atribuții executive:
- Pentakosiomedimnoi cu un venit peste 500 medimne[5] pe an
- Hippeis (cavalerii) din cei care puteau furniza cai și echipament militar în caz de război (sau cu un venit de peste 300 medimne);
- Zeugitai cu un venit de peste 200 de medimne pe an
- Thetes cu un venit sub 200 de medime pe an

Solon nu a favorizat pe săraci sau pe bogați. 
„Am dat mulțimii rangul potrivit nevoilor lor,

Nu le-am luat onoarea și nu am dat nimic lăcomiei lor;

Pentru cei bogați în putere, care în bogăție erau glorioși și mari,

M-am gândit că nimic nu ar trebui se li se întâmple nedemn de splendoarea și starea lor;

Așa că am stat cu scutul întins și amândoi au fost în siguranță la adăpostul lui,

Și nu aș vrea ca unul să triumfe, când triumful nu ar fi drept.”
După reforme a plecat din Atena pentru o perioadă de zece ani. La întoarcere a fost un oponent al tiranului Pisistrate. A fost considerat printre cei „Șapte Înțelepți” ai Greciei antice.